# Karen O'Hara
Karen O'Hara (Morton Grove, 1954) è una scenografa statunitense.

## Biografia
Ha vinto l'Oscar alla migliore scenografia nell'ambito dei Premi Oscar 2011 per il suo lavoro condiviso con Robert Stromberg nel film di Tim Burton Alice in Wonderland.
Ha ottenuto la nomination agli Oscar anche ai Premi Oscar 1987 per il suo lavoro ne Il colore dei soldi.
Ha spesso collaborato con Neil Spisak e Rick Carter.